# Berenguer de Peralta
Berenguer de Peralta (Montsó o Lleida, Segrià, ca. 1200? - Lleida, 2 d'octubre de 1256) va ser un frare dominic, canonge i bisbe electe de Lleida. Des de la seva mort, va ser venerat com a beat a la seva diòcesi.

## Vida
Va néixer a Lleida o, segons altres fonts, a Montsó. De molt jove va ser nomenat canonge de Lleida, on va ser elegit bisbe el 1255, a la mort de Guillem de Barberà. Es resistí a acceptar el càrrec, però hi ha constància documental de la seva actuació episcopal el maig de 1256. L'octubre del mateix any, però, va morir amb fama de santedat. Havia pres l'hàbit dominic.

## Veneració
Ha estat l'únic bisbe de Lleida que ha merescut honors d'altar: va ser honorat com a beat i rebé culte a la catedral, i en alguns dels llibres de la litúrgics de la seu se l'anomena "sant Berenguer". La portada del braç nord del creuer de la Seu Vella, la més propera al sepulcre, rebia el nom de "porta de Sant Berenguer".
A les misses solemnes el diaca no només encensava l'altar sinó també el sepulcre del bisbe. Igualment, en algunes processons per l'interior de la catedral, la tomba del bisbe era una de les estacions obligades.
La conquesta de la ciutat per les tropes de Felip V d'Espanya en 1707 va acabar amb tot això: la Seu Vella de Lleida va ser convertida en magatzem i el culte litúrgic i públic va ser suprimit. Amb el temps, el sepulcre va desaparèixer i avui no se’n conserven restes.